# 한서희
한서희(1995년 9월 2일 ~ )는 대한민국의 가수 연습생이었다.

## 논란
마약 사용으로 징역 3년 집행유예 4년을 받았다. 이로 인한 집행유예 기간 중 소변검사에서 양성 판정이 나와 집행유예 취소 위기에 몰렸으나 소변컵을 변기에 빠트렸다고 주장해 모발검사 음성으로 석방되었다. 그러나 법원에서 마약 입수 증거와 같은 변기를 사용한 여성 마약 용의자가 없다는 것을 증거로 하여 집행유예 취소의 실형(1년 6개월)을 선고받았다. 재판부에 욕설을 하여 논란이 되었다.
또한 TERF로 비판을 받았다.